# Eucelatoria ocellaris
Eucelatoria ocellaris là một loài ruồi trong họ Tachinidae.